# ブロークン・アロー (アルバム)
| 専門評論家によるレビュー | 専門評論家によるレビュー |
| レビュー・スコア         | レビュー・スコア         |
| 出典                     | 評価                     |
| ------------------------ | ------------------------ |
| AllMusic                 | [ 2 ]                    |
| Robert Christgau         | [ 3 ]                    |

『ブロークン・アロー』（Broken Arrow）は、カナダ系アメリカ人ミュージシャン、ニール・ヤングの24枚目、 クレイジー・ホースとの8枚目のスタジオ・アルバムで、1996年にリリースされた。

## 概要
このアルバムのセッションは1996年春、北カリフォルニアにあるヤングの牧場で行われた。このセッションは、前年に肺がんで亡くなったプロデューサーのデヴィッド・ブリッグス抜きでヤングが初めて行ったものだった。グループは、ブリッグスの指導とリーダーシップなしに新しいアルバムをレコーディングするのに苦労した。インスピレーションを得るために、彼らはセッションの前に地元のクラブで一連のライブを予約した。最後の曲はジミー・リードの曲のライヴ・ヴァージョンで、カリフォルニアの小さな 「シークレット 」ギグでオーディエンス・マイクで録音され、ブートレッグのような雰囲気を醸し出している。最初の3曲は、長く構成されたジャムの形式となっている。『Shakey』のインタビューで、ヤングはこのアルバムを「傷つきやすく、未完成なものだった。デイヴィッド抜きで、自分のベルトの下に1曲置いておきたかったんだ」と述べた。

## 収録曲
特に断りのない限り、全曲ニール・ヤング作。
| #  | タイトル                                 | 作詞・作曲 | 時間 |
| -- | ---------------------------------------- | ---------- | ---- |
| 1. | 「Big Time」                             |            | 7:24 |
| 2. | 「Loose Change」                         |            | 9:49 |
| 3. | 「Slip Away」                            |            | 8:36 |
| 4. | 「Changing Highways」                    |            | 2:28 |
| 5. | 「Scattered (Let's Think About Livin')」 |            | 4:13 |
| 6. | 「This Town」                            |            | 2:59 |
| 7. | 「Music Arcade」                         |            | 3:59 |
| 8. | 「Baby What You Want Me to Do」          | Jimmy Reed | 8:08 |

| #  | タイトル       | 作詞 | 作曲・編曲 | 時間 |
| -- | -------------- | ---- | ---------- | ---- |
| 9. | 「Interstate」 |      |            | 6:24 |

## 参加ミュージシャン
- Neil Young – vocals, guitars, piano, harmonica, production, mixing

クレイジー・ホース
- Ralph Molina – drums, percussion, backing vocals
- Frank "Poncho" Sampedro – electric guitar, backing vocals
- Billy Talbot – bass guitar, tambourine, backing vocals

制作スタッフ
- Gary Burden, Jesse Burden – art direction & design
- Jenice Heo – computer design
- Larry Cragg – photography
- Elliot Roberts – direction
- Greg Archilla – recording (1–7), mixing
- John Hausmann – recording assistance (1–7)
- Tim Mulligan – recording (8)